# 5374 Hokutosei
5374 Hokutosei (1989 AM1) là một tiểu hành tinh vành đai chính được phát hiện ngày 4 tháng 1 năm 1989 bởi Yanai và Watanabe ở Kitami.